# Tubificina
Tubificina son un suborden de lombrices (oligoquetos) de hábitat principalmente marino, encontrándose también en agua dulce (ríos, cuevas, aguas subterráneas), aguas salobres y algunos son terrestres. Pueden ser un componente importante del ecosistema bentónico marino y de agua dulce.